# 요정 핑크
《요정 핑크》(妖精 핑크)는 만화가 김동화가 육영재단의 월간 만화잡지 보물섬에 연재했던 만화이다. 1985년 보물섬 1월호에 첫 연재를 하였고 1991년에 애니메이션으로 제작되어 MBC에서 방송되었다.
원작 만화에서 왕자는 아름다운 인어로 변했는데, TV 애니메이션에서는 말로 변하여 원작의 분위기와 심히 다른 위화감이 형성되었고, 그로인해 머털도사나 달려라 하니, 까치 등과 비슷한 시대 만들어진 애니화된 만화들과 달리 명절 단골손님이 되지못한 비운의 작품이기도 하다.

## 방송 일시
| 방송 채널 | 방송일         | 방송 시간                         |
| --------- | -------------- | --------------------------------- |
| MBC-TV    | 1991년 1월 1일 | 화요일 오전 10시 ~ 12시           |
| MBC-TV    | 1991년 3월 1일 | 금요일 오전 10시 40분 ~ 12시 10분 |

## 줄거리
그린우드라는 나라에 사는 공주 핑크는 이웃나라의 왕자와 정략적인 결혼을 피하기 위해 나라를 떠나서 지구의 대한민국으로 오게되면서 사진작가이자 재벌급 아드님으로 알려진 빈이라는 청년과 마주하면서 그의 식객으로 지내게 된다. 원래는 성숙하고 미모가 있는 공주였지만 지구에 오면서 졸지에 땅딸막한 여자아이로 변하게 되어서 빈으로부터 땅꼬마 식객취급을 받으며 살아가지만 시간이 지나면서 점차 빈에게 정감을 갖게 되지만 요정과 인간은 서로 사랑을 해서는 안 된다는 금기를 알게 되는데....

## 등장인물
- 핑크 : 그린우드라는 나라의 공주. 원래는 성숙하고 미모가 있어보이는 아가씨이지만 이웃나라 왕자와의 정략결혼을 피하기 위해 지구의 대한민국으로 정착하게 되었다가 졸지에 땅딸막한 키를 가진 여자아이로 변하면서 사진작가로 알려진 청년 빈과 만나게 된다. 처음에 자신을 땅꼬마로 취급하는 빈을 부당하게 여겨왔지만 시간이 지나면서 점차 그에게 호감을 보이고 있으나 요정과 인간은 서로 사랑을 해서는 안 된다는 금기를 알게되면서 이웃나라 왕자와의 결혼을 인정하며 그린우드로 돌아가면서 빈과 이별하게 된다. 그리고 땅딸막한 여자아이의 모습에서 다시 성숙한 여인으로 모습으로 빈에게 작별을 고한다.

애니메이션 성우는 박소현
- 빈 : 대한민국에 사는 청년으로 사진촬영을 본업으로 하는 작가이며 그린우드에서 왔다는 핑크를 만나게 되면서 그녀를 식객으로 받아들인다. 처음에는 땅꼬마에 철부지 같은 핑크 때문에 속도 앓았지만 점차 핑크에게 호감을 가지게 되었다. 처음에는 가난하게 살아온 청년으로 나왔으나 사실은 재벌가의 아드님으로 대를 물려주려는 아버지의 권유를 거절하고 고인이 된 어머니를 그리워하는 마음으로 인해서 어머니 영정사진에 영감을 받으며 사진작가가 되었다. 마지막에 핑크가 성숙한 여인이었다는 것을 목격하게 되면서 그녀와 작별을 고한다.

애니메이션 성우는 박기량
- 연수 : 빈의 여자친구로 핑크와 빈이 같이 있을 때 둘이 사귀는 것으로 오해하여 핑크를 질투하게 된다. 마지막까지 핑크의 정체가 요정이라는 것을 모르고 있으며 핑크가 떠난 후로 빈과 이어지게 되었다.

애니메이션 성우는 윤소라
- 레인보우 왕자 : 그린우드의 이웃나라 왕자로 핑크의 약혼자이다. 정략결혼이라지만 사실 왕자 본인은 핑크에게 진심어린 애정을 갖고있으며 정략결혼이 아닌 사랑어린 결혼을 위해 핑크가 있는 지구의 대한민국으로 오게된다. 이로 인해서 대가를 받아 말로 변하기도 하였으며 마지막에 자신의 애정을 알아준 핑크와 함께 그린우드로 돌아간다.

애니메이션 성우는 故 박일

## 제작진
오프닝 크레딧
- 기획: 황선길, 이용석
- 원작: 김동화
- 극본: 주경희
- 애니메이션제작: ㈜다이너서 (대표: 김성칠)
- 총감독: 이건설
- 미술감독: 한선근
- 콘티: 김주인
- 캐릭터: 송진영
- 배경음악: 강인구
- 음악효과: 이춘화
- 음향효과: 윤덕영, 이준성
- 동화작감: 임동언
- 선화: 김완숙
- 촬영: 황영연
- 파이널체킹: 사동선
- 주제가작사: 주경희
- 작곡: 강인구
- 노래: 김태연

엔딩 크레딧
- 우리말녹음: 박소현 (핑크), 박기량 (빈), 박일 (왕자), 윤소라 (연수), 정승현, 정희선, 최방란, 홍승옥, 김태훈, 이성, 김순선, 최상기, 이도련, 이종오, 김정신, 이윤연, 김혜경
- 기획: 황선길, 이용석
- 원작: 김동화
- 극본: 주경희
- 애니메이션제작: ㈜다이너서 (대표: 김성칠)
- 총감독: 이건설
- 미술감독: 한선근
- 콘티: 김주인
- 캐릭터·원화작감: 송진영
- 배경음악: 강인구
- 음악효과: 이춘화
- 음향효과: 윤덕영, 이준성
- 원화: 정기설, 성백엽, 박명희, 박형규
- 동화작감: 임동언
- 동화: 신석호, 김지선, 서경호, 이영
- 채화: 황순례, 민지숙, 윤은주, 정민옥
- 미술: 이서구, 허영화, 전순석, 박종림
- 촬영: 황영연, 나창화
- 선화: 이희수, 김완숙
- 특수효과: 김남용, 정경래
- 파이널: 사동선
- 텔레신: 정범룡
- 녹음: 조명기, 이성원, 홍명기
- 그래픽디자인: 김익원
- 편집: 주광동
- 제작진행: 오의남, 장동화
- 현상: 영화진흥공사
- 제작: MBC-TV